# Cnemidophorus
Cnemidophorus es un género de lagartos que pertenecen a la familia Teiidae, conocidos con el nombre común de lagartos de cola látigo o el de huicos en Sonora y Sinaloa. Se distribuyen por el sur de América del Norte, Centroamérica y Sudamérica.
En algunas de las especies de Cnemidophorus no hay machos y se reproducen por partenogénesis. Esto es común en los invertebrados como las abejas y áfidos, pero muy raro en los vertebrados. Las hembras cuando se aparean lo hacen con machos de otra especie de Cnemidophorus.
Cuando una hembra de una especie se aparea con un macho de otra especie, en lugar de producir la descendencia estéril (el resultado normal producto de la hibridación interespecífica), produce individuos con doble dotación de cromosomas (diploides), siendo de esta manera fecundo.[cita requerida]
A veces, estas hembras se aparean con otros machos, produciendo descendencia con el triple de cromosomas (triploides). Más del 30% de las especies del género Cnemidophorus son partenogenésicas. 
Por ejemplo, si una hembra de la especie C. inornatus, se cruza con un macho de C. burti, producen una F1 hembra partenogenésica diploide, que a su vez se aparea con un macho de C. inornatus produciendo un ejemplar de C. uniparens partenogenésico triploide.

## Especies
Lista alfabética:
- Cnemidophorus arenivagus Markezich, Cole & Dessauer, 1997
- Cnemidophorus arubensis Lidth De Jeude, 1887
- Cnemidophorus cryptus Cole & Dessauer, 1993
- Cnemidophorus duellmani McCranie & Hedges, 2013
- Cnemidophorus flavissimus Ugueto, Harvey & Rivas, 2010
- Cnemidophorus gaigei Ruthven, 1915
- Cnemidophorus gramivagus Mccrystal & Dixon, 1987
- Cnemidophorus lemniscatus (Linnaeus, 1758)
- Cnemidophorus leucopsammus Ugueto & Harvey, 2010
- Cnemidophorus martyris Stejneger, 1891
- Cnemidophorus murinus (Laurenti, 1768)
- Cnemidophorus nigricolor Peters, 1873
- Cnemidophorus pseudolemniscatus Cole & Dessauer, 1993
- Cnemidophorus rostralis Ugueto & Harvey, 2010
- Cnemidophorus ruatanus Barbour, 1928
- Cnemidophorus ruthveni Burt, 1935
- Cnemidophorus senectus Ugueto, Harvey & Rivas, 2010
- Cnemidophorus splendidus (Markezich, Cole & Dessauer, 1997)
- Cnemidophorus vanzoi (Baskin & Williams, 1966)